# پیمایش آلوبیره

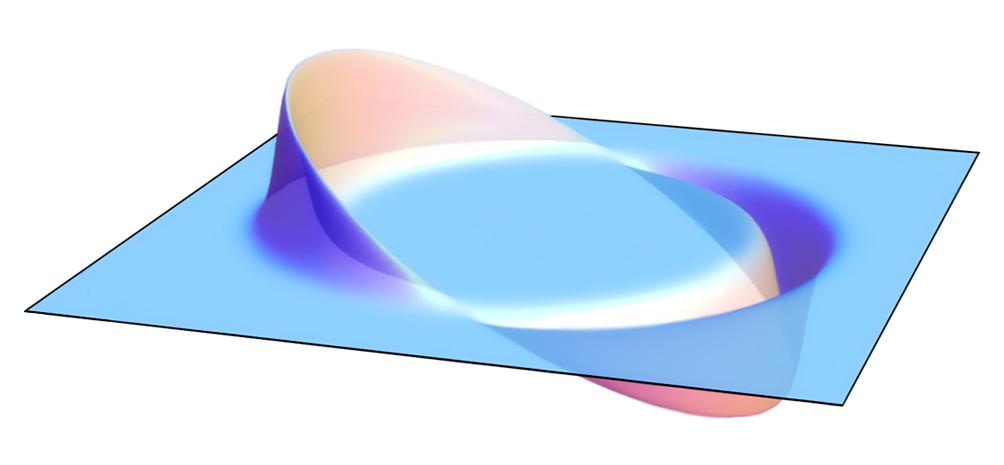
تجسم دو بعدی پیمایش آلکوبیر، نشان دادن مناطق متضاد انبساط و انقباض فضازمان که منطقه مرکزی را جابجا می‌کند.

پیمایش آلوبیره (انگلیسی: Alcubierre drive) یک نظریه تاب‌پیمایی است که طبق آن یک فضاپیما می‌تواند با انقباض فضای جلوی خود و انبساط فضای پشت آن، به سفری سریعتر از نور دست یابد البته با فرض اینکه بتوان یک میدان چگالی انرژی کمتر از خلاء (یعنی جرم منفی) ایجاد کرد. پیمایش آلوبیره توسط فیزیکدان نظری میگل آلوبیره در سال ۱۹۹۴ بر اساس حل معادلات میدان انیشتین مطرح شد. از آنجایی که این راه حل‌ها تانسور متریک هستند، پیمایش آلوبیره به عنوان متریک آلوبیره نیز شناخته می‌شود.
اجسام نمی‌توانند در فضازمان عادی به اندازه سرعت نور شتاب بگیرند؛ در عوض، پیمایش آلوبیره فضای اطراف یک جسم را جابه‌جا می‌کند تا جسم سریع‌تر از نور در فضای معمولی بدون نقض قوانین فیزیکی به مقصد برسد.
اگرچه متریک ارائه شده توسط آلوبیره با معادلات میدان انیشتین سازگار است، اما ساخت چنین پیمایشی لزوماً امکان‌پذیر نیست. سازوکار پیشنهادی پیمایش آلوبیره دلالت بر استفاده از چگالی انرژی منفی و در نتیجه نیازمند ماده بیگانه (Exotic Matter) یا دستکاری انرژی تاریک دارد. اگر ماده بیگانه با خواص درست وجود نداشته باشد، امکان ساخت چنین پیمایشی وجود ندارد. با این حال، آلوبیره در پایان مقاله اصلی خود (به دنبال استدلالی که توسط فیزیکدانان در تجزیه و تحلیل کرمچاله‌های قابل عبور ایجاد شد) استدلال کرد که خلاء کازیمیر بین صفحات موازی می‌تواند نیاز انرژی منفی را برای پیمایش آلوبیره را برآورده کند.
مسئله دیگر این است که، اگرچه متریک آلوبیره با معادلات اینشتین سازگار است، اما نسبیت عام با مکانیک کوانتومی جمعیت پیدا نمی‌کند. برخی از فیزیکدانان استدلال‌هایی ارائه کرده‌اند که بیان‌کننده این است که نظریه گرانش کوانتومی (که هر دو نظریه را در بر می‌گیرد) راه حل‌هایی را در نسبیت عام که امکان سفر در زمان به عقب را فراهم می‌کنند را حذف می‌کند (به حدس حفاظت گاهشماری مراجعه کنید) و بنابراین پیمایش آلوبیره را نامعتبر می‌کند.